# Americhernes muchmorei
Americhernes muchmorei är en spindeldjursart som beskrevs av Harvey 1990. Americhernes muchmorei ingår i släktet Americhernes och familjen blindklokrypare. Inga underarter finns listade i Catalogue of Life.